# Habeas corpus
Habeas corpus (dal latino medievale: letteralmente "abbi il corpo [del detenuto]", sottintendendo ad subjiciendum, cioè "per presentarlo [alla corte]" reinterpretato come "abbi la disposizione della [tua persona]") è un writ proprio del diritto comune, la cui più diffusa interpretazione esprime l'ingiunzione di un organo giurisdizionalmente competente (come un giudice o una corte) di portare un detenuto al proprio cospetto per verificarne le condizioni personali e la legittimità dell'arresto, nonché per evitare che la detenzione sia inflitta senza concreti elementi di accusa. Il principio, volto ad impedire la detenzione arbitraria ed illegale dei cittadini, sancisce che un qualsiasi imputato ha diritto di conoscere la causa del proprio arresto e detenzione, e dev’essere immediatamente tradotto davanti ad un magistrato, il quale ha il dovere di liberarlo se può fornire una giusta cauzione. L'habeas corpus è quindi un appello al giudice contro una detenzione ingiustificata: da esso è scaturita la necessità della legalità della detenzione, nel senso di apprestare una motivazione che riconduca l'esercizio coercitivo della forza a un modello legale, preesistente, di persecuzione dei reati. Per estensione la locuzione latina è usata, principalmente nei paesi di diritto anglosassone, per indicare le garanzie delle libertà personali del cittadino.

## Etimologia
La locuzione è formata dal latino habeās, seconda persona singolare del presente congiuntivo (con valore esortativo) attivo di habēre, che significa 'avere', e da corpus, accusativo singolare di corpus, 'corpo'. Prende il nome dalle parole iniziali del rescritto contemporaneo della Magna Carta con cui una corte di giustizia ordinava all'autorità che deteneva una persona (corpus) di presentare il detenuto alla corte stessa, in particolare per determinare se quella persona fosse detenuta legalmente:

### Esempi di writs

#### Regno Unito
To J.K., Keeper of our Gaol, in the Island of Jersey, and to J.C. Viscount of said Island, Greeting.
We command you that you have the body of C.C.W. detained in our prison under your custody, as it is said, together with the day and cause of his being taken and detained, by whatsoever name he may be called or known, in our Court before us, at Westminster, on the 18th day of January next, to undergo and receive all and singular such matters and things which our said Court shall then and there consider of in this behalf; and have there then this Writ.»
Vi ordiniamo di presentare il corpo di C.C.W., che è detenuto nella nostra prigione, come è stato detto, insieme al giorno e al motivo del suo arresto e detenzione, con qualsiasi nome possa essere chiamato o conosciuto, davanti alla nostra Corte, a Westminster, il prossimo 18 gennaio, perché sia sottoposto e accolga tutte le singole domande e decisioni che la nostra suddetta Corte prenderà in considerazione in quel momento e in quel luogo a tal proposito; e in quell'occasione portate con voi il presente mandato.»

## Storia

### Gli albori
Il writ di habeas corpus, noto anche come "Great Writ" per la sua importanza nel corso della storia inglese e globale, rappresenta una delle più importanti garanzie della libertà individuale. Alla nascita del diritto anglosassone moderno in Inghilterra esisteva una pluralità di ordinamenti giuridici sovrapposti, ciascuno con una propria giurisdizione. Ogni suddito poteva essere soggetto a una pluralità di giurisdizioni e tutte queste potevano disporre fisicamente di lui, ma, con l'emissione del writ di habeas corpus, una corte reale aveva il potere di ordinare a qualsiasi altra giurisdizione la consegna del prigioniero, proteggendolo dal libero arbitrio signorile. Si tenga presente che l'arresto o la cattura di chiunque, per il common law nel Medioevo e nella prima parte dell'era moderna, erano disposti e attuati immediatamente dalla stessa autorità amministrativa (sceriffi, "gaolers" e altri ufficiali), senza motivazione esplicita, spesso a fini non penali (tributari, debiti privati, ordine pubblico). Il ricorso al giudice della Corona (cioè un emissario diretto del Re) costituì quindi la prima e più importante garanzia verso gli abusi, potendosi scavalcare l'Ufficiale che aveva eseguito l'arresto.

Il principio trae origine dall'Assise di Clarendon del 1166, che si tenne sotto il regno di Enrico II. Poco dopo la Magna Carta sancì definitivamente princìpi liberali che in seguito influenzeranno lo sviluppo del diritto all'habeas corpus nei testi dell'Habeas Corpus Act e nel Bill of Rights; in particolare il 39º articolo statuì:
(Magna Carta)
Tale principio, che condivide con il successivo writ l'obiettivo di proteggere gli individui da detenzioni arbitrarie e di garantire che ogni privazione della libertà sia giustificata e legittima, può essere considerato precursore del diritto all'habeas corpus.
Nonostante la consuetudine di emettere writ analoghi fosse evidentemente precedente e l'habeas corpus fosse stato recepito nella legislazione inglese, William Blackstone fu il primo a citare l'impiego del principio giuridico nel 1305. Blackstone spiegò le fondamenta del writ, affermando che "il re ha sempre il diritto di avere un resoconto del perché la libertà di uno qualsiasi dei suoi sudditi è limitata, ovunque tale limitazione possa essere inflitta".
È accertato che fu fatto uso del mandato durante l'era moderna, come strumento per proteggere le libertà individuali contro l'autorità, già durante il regno di Enrico VII (1485-1509), quando si iniziò a emettere il writ per tutelare gli imputati imprigionati sotto ordine del Consiglio Privato. Infine, durante il regno di Carlo I (1625-1649), divenne prassi verificare la legittimità della detenzione degli imputati durante i processi impiegando quindi con regolarità il writ.

### L'affermazione del principio
Ai tempi degli ultimi Stuart, contro gli arresti speciali per ordine del re, il diritto fu richiamato nella Petition of Rights del 1627, ma fu l'Habeas Corpus Act, approvato il 31 maggio 1679 da Carlo II d'Inghilterra, a codificare per primo l'emissione del writ ripristinandone la piena efficacia, che nel tempo si era parzialmente affievolita nella pratica delle corti giudiziarie. L'Atto sancì il principio di inviolabilità personale, ne regolò e ne regola tuttora le guarentigie e previde gravi sanzioni a carico del magistrato che avesse rifiutato tale atto e contro il pubblico ufficiale che non avesse dato tempestiva comunicazione dell'arresto. L'incipit dell'atto è:
La codificazione del 1679 avvenne nel contesto di un'accesa contrapposizione tra il re Carlo II e il Parlamento, dominato dai Whigs. I leader Whig temevano che il re potesse agire contro di loro per vie giudiziarie e videro nell'Habeas corpus la propria salvezza. Il Parlamento che approvò questa legge divenne noto come il "Parlamento dell'Habeas Corpus" e fu sciolto poco dopo dal re stesso.
Dal XVIII secolo, il mandato fu anche utilizzato in casi di detenzione illegale da parte di privati, come nel caso di Somerset del 1772, in cui fu ordinato che lo schiavo Somerset fosse liberato perché vittima di una detenzione illegale. Durante la Guerra dei sette anni e in alcuni conflitti successivi, il writ fu utilizzato per conto di soldati coscritti arbitrariamente.
Il diritto all'habeas corpus fu una volta per tutte consacrato grazie al Bill of Rights della Gloriosa rivoluzione inglese del 1688-89; da qui è poi passato in tutte le costituzioni liberali occidentali (cfr. ad esempio il "Bill of Rights" allegato alla Costituzione americana, articoli 7 e 8, c. d. 5° e 6° emendamento).
L'Habeas Corpus Act del 1816 estese la garanzia dell'Habeas corpus anche alle detenzioni per cause civili, dando ai giudici competenza sulla veridicità del rapporto.

### Modernità
(Dichiarazione Universale dei Diritti dell'Uomo)
Nonostante brevi sospensioni dell'habeas corpus a cavallo tra '700 e '800, sia nel Regno Unito che negli Stati Uniti, il principio venne gradualmente integrato da gran parte delle costituzioni occidentali. Nel diritto continentale una delle prime formulazioni importanti a livello legislativo del principio, affermatosi in alcune zone d'Europa già nel Basso Medioevo, è la Dichiarazione dei diritti dell'uomo e del cittadino del 1789: da essa discende la formulazione poi recepita, a livello del diritto internazionale moderno, della Dichiarazione Universale dei Diritti Umani, adottata dall'Assemblea Generale delle Nazioni Unite il 10 dicembre 1948 e dal Primo protocollo opzionale della convenzione internazionale sui diritti civili e politici adottato dalla stessa Assemblea nel 1966.
L'istituto trova altresì riconoscimento nella Convenzione Europea dei Diritti dell'Uomo all'art. 5, § 4.

## Differentiwrits
Comunemente con habeas corpus ci si riferisce a un particolare tipo di decreto, di ordine (in inglese: writ) denominato, in forma completa, habeas corpus ad subiciendum; esistevano tuttavia altri tipi di writ dello stesso tipo, quale il writ habeas corpus ad testificandum.

## Giurisdizioni che adottano il principio dell'Habeas Corpus

### Italia
In Italia, il diritto alla legalità della restrizione della libertà personale fu sancito in primis nel 1812 dall'art. 35 della Costituzione del Regno di Sicilia, successivamente dall'articolo 26 dello Statuto Albertino (1848) e ripreso dagli articoli 13, 24, 25 della Costituzione repubblicana del 1948. 
(Articolo 13)
In relazione al comma 4, nel 2017 è stato introdotto il reato di tortura.
La conseguenza della formulazione costituzionale, in termini di riscontro della legalità del mandato di cattura o di custodia cautelare, fu sin dal secondo dopoguerra tratta mediante le modifiche del codice di procedura penale italiano, in virtù delle quali la convalida dell'arresto (oggi art. 391 c.p.p.) avviene nell'arco di 48 ore (e salvo il potere dell'ufficiale di P.G. o del P.M. di disporre la liberazione immediata dell'arrestato, ove non ne esistano i presupposti). Restrizioni dell'habeas corpus furono introdotte con le leggi speciali antiterrorismo degli anni di piombo.
Un'ulteriore conseguenza fu tratta nel 1982 con l'istituzione del tribunale della libertà: oggi esso viene regolato dagli art. 309 e 310 del codice Vassalli (riesame o appello avverso misure cautelari, che hanno tempi strettissimi per il giudizio sulla libertà personale dell'indagato o imputato).